# Athetis jezoensis
Athetis jezoensis là một loài bướm đêm trong họ Noctuidae.